# Alexandru Onica
Alexandru Onica (Drăsliceni, 29 luglio 1984) è un ex calciatore moldavo, di ruolo centrocampista.

## Palmarès

### Club

#### Competizioni nazionali
- Campionato moldavo: 3

Dacia Chișinău: 2010-2011
Sheriff Tiraspol: 2011-2012, 2012-2013
- Coppa di Moldavia: 2

Zaria Bălți: 2015-2016
Petrocub Hîncești: 2019-2020
- Supercoppa di Moldavia: 2

Dacia Chișinău: 2011
Milsami: 2019